# Club Atlético Banco de la Provincia de Buenos Aires

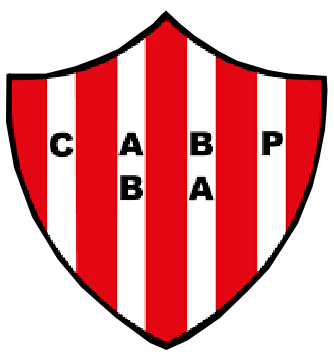
Escudo del Club Atlético Banco de la Provincia de Buenos Aires

El Club Atlético Banco de la Provincia de Buenos Aires, también conocido simplemente como Banco Provincia, es un club deportivo con sede en el partido de Vicente López en el gran Buenos Aires. El club, sobre todo conocido por sus equipos masculinos y femeninos de hockey sobre césped, alberga una amplia variedad de deportes como el básquetbol, fútbol, gimnasia, golf, natación, tenis, artes marciales, entre otras actividades deportivas y sociales.
El equipo masculino de hockey ha ganado 11 títulos Metropolitanos, siendo el último en 2019 En 2015 el club completo una de las hazañas más grandes en su historia cuando ambos equipos, de hombres y mujeres, ganaron sus respectivos campeonatos.

## Títulos

### Hockey sobre césped masculino
- Metropolitano de Primera División ('11):

1999, 2000, 2002, 2004, 2011, 2012, 2013, 2015, 2016 2018 2019

### Hockey sobre césped femenino
- Metropolitano de Primera División (1):

2015